# 春日井郡
- 令制国一覧 > 東海道 > 尾張国 > 春日井郡
- 日本 > 中部地方 > 愛知県 > 春日井郡

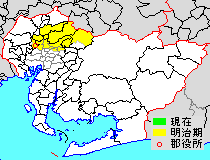
愛知県春日井郡の位置

春日井郡（かすがいぐん）は、愛知県（尾張国）にあった郡。

## 郡域
概ね現在の下記の区域にあたるが、行政区画として画定されたものではない。
- 名古屋市の一部（守山区の全域、北区の大部分[注釈 1]、および千種区[注釈 2]・東区[注釈 3]・中村区[注釈 4]・西区[注釈 5]・名東区[注釈 6]の各一部）
- 瀬戸市の大部分（概ね西原町、高根町、東本地町、菱野町、赤重町、幡野町、原山台、菱野台、萩山台、宝ヶ丘町、若宮町、屋戸町、広久手町以南を除く）
- 春日井市・小牧市・尾張旭市・北名古屋市・西春日井郡豊山町の全域
- 清須市の大部分（上条・土田・廻間・西市場・下津町および新清洲の一部を除く）

## 歴史

### 古代
7世紀の評制下で設置された春部評（かすがえのこおり）を前身とする。飛鳥京からは「尾治国春部評池田里 三家人部  米六斗入」と書かれた木簡が見つかっている。その後701年の大宝律令の制定により評は郡となり、春部郡が成立した。平安中期成立の『延喜式』では「春部郡」（かすかへのこおり）と読まれている。

#### 郷
平安中期成立の『和名類聚抄』に「春部郡」の郷として掲載されているのは以下の通り。
- 池田（いけだ）
- 柏井（かしわい）
- 安食（あじき）
- 山村（やまむら）
- 高苑（たかその）
- 餘戸（あまるべ）

この他、以下のような『倭名類聚抄』に不記載の郷里が木簡や刻書土器などから確認される。
- 石田（いしだ）
- 岡本（おかもと）
- 春部（かすがえ）
- 鹿田（しかた）
- 之奴支（しのき）
- 多楽（たがら）

#### 式内社
『延喜式』神名帳に記される郡内の式内社。
| 神名帳                      | 神名帳              | 神名帳 | 神名帳         | 比定社               | 比定社                   | 比定社 | 集成 |
| 社名                        | 読み                | 格     | 付記           | 社名                 | 所在地                   | 備考   | 集成 |
| --------------------------- | ------------------- | ------ | -------------- | -------------------- | ------------------------ | ------ | ---- |
| 尾張国春日井郡 12座（並小） |                     |        |                |                      |                          |        |      |
| 非多神社                    | ヒタノ              | 小     |                |                      |                          |        |      |
| 乎江神社                    | ウエノ              | 小     |                |                      |                          |        |      |
| 外山神社                    | トヤマノ            | 小     |                |                      |                          |        |      |
| 片山神社                    | カタヤマノ          | 小     |                | （論）片山八幡社     | 愛知県小牧市村中         |        |      |
| 片山神社                    | カタヤマノ          | 小     | （論）天神社   | 愛知県春日井市牛山町 |                          |        |      |
| 片山神社                    | カタヤマノ          | 小     | （論）白山社   | 愛知県小牧市間々本町 |                          |        |      |
| 訓原神社                    | クニハラノ          | 小     |                |                      |                          |        |      |
| 牟都志神社                  | ムツシノ            | 小     |                |                      |                          |        |      |
| 味鋺神社                    | ウマシマリ ミソ-    | 小     |                | 味鋺神社             | 愛知県名古屋市北区楠味鋺 |        |      |
| 物部神社                    | モノノヘノ          | 小     |                | 白山神社             | 愛知県春日井市二子町     |        |      |
| 伊多波刀神社                | イタハトノ          | 小     |                | 伊多波刀神社         | 愛知県春日井市上田楽町   |        |      |
| 高牟神社                    | タカムノ            | 小     |                | （論）高牟神社       | 愛知県名古屋市守山区瀬古 |        |      |
| 高牟神社                    | タカムノ            | 小     | （論）松原神社 | 愛知県春日井市東山町 |                          |        |      |
| 内々神社                    | ウチウチノ ウツツノ | 小     |                | 内々神社             | 愛知県春日井市内津町上町 |        |      |
| 多気神社                    | タケノ              | 小     |                |                      |                          |        |      |
| 凡例を表示                  |                     |        |                |                      |                          |        |      |

### 中世
中世には荘園や公領が成立した。春部郡内の主な荘園は以下の通り。
- 朝日荘（あさひのしょう）
- 味岡荘（あじおかのしょう）
- 安食荘（あじきのしょう）
- 於田江荘（おたえのしょう）
- 柏井荘（かしわいのしょう）
- 篠木荘（しのきのしょう）
- 六師荘（むつしのしょう）

戦国時代には山田郡の一部を編入した。

### 近世以降の沿革
- 「旧高旧領取調帳」の記載によると、明治初年時点では大部分が尾張名古屋藩領、一部が尾張犬山藩領[注釈 8]・美濃今尾藩領[注釈 9]であった。各藩領とも後の東春日井郡域・西春日井郡域にまたがる。（202村）[注釈 10]
- 明治4年
  - 7月14日（1871年8月29日） - 廃藩置県により、名古屋県、犬山県、今尾県の管轄となる。
  - 11月22日（1872年1月2日） - 第1次府県統合により、全域が名古屋県の管轄となる。
- 明治5年4月2日（1872年5月8日） - 愛知県の管轄となる。
- 明治11年（1878年）12月20日 - 郡区町村編制法の愛知県での施行により、行政区画としての春日井郡が発足。郡役所が下小田井村に設置。
- 明治13年（1880年）2月5日 - 分割[5]され、勝川村ほか109村の区域をもって東春日井郡が、下小田井村ほか2町81村の区域をもって西春日井郡がそれぞれ発足[注釈 11]。同日春日井郡廃止。愛知県内では1878年の郡再編から僅か1年1ヶ月半で初の郡消滅となった。

## 行政
歴代郡長
| 代 | 氏名 | 就任年月日                 | 退任年月日               | 備考                   |
| -- | ---- | -------------------------- | ------------------------ | ---------------------- |
| 1  |      | 明治11年（1878年）12月20日 |                          |                        |
|    |      |                            | 明治13年（1880年）2月4日 | 分割により春日井郡廃止 |